# Casilda Ordóñez Ferrer
Casilda Ordónez Ferrer (Palencia, 20 de febrero de 1931-Palencia, 4 de diciembre de 2009) fue una poetisa y escritora española, académica de número de la Institución Tello Téllez de Meneses. 

## Obra
Su estilo poético fue definido como preciso, moderno, claro y ordenado según palabras de Francisco del Valle Pérez en su contestación al discurso de entrada de Casilda. Esta característica de su poesía se ve conjugada con su amplia formación académica y su profunda religiosidad. Está considerada como una de las poetisas palentinas más importantes del siglo XX. Académica de número de la Institución Tello Téllez de Meneses desde el 15 de marzo de 1971, siendo la primera mujer incorporada desde la fundación de la institución en 1949.
Casada con el ingeniero industrial, empresario y político español de la Transición por la Unión de Centro Democrático Jesús Hervella García, entre sus hijas se encuentra la catedrática de Francés Casilda Hervella Ordóñez, Caty, conocida profesora del IES Trinidad Arroyo y del IES Jorge Manrique en la ciudad de Palencia.

## Publicaciones

### Libros
- Ordóñez Ferrer,Casilda (1979). Carta del rey. Palencia.
- Ordóñez Ferrer,Casilda (1975). Sora Luna o Treinta sonetos de amor. Palencia.

### Artículos
- Ordóñez Ferrer,Casilda (1999). «A propósito del noventa y ocho: textos de Miguel de Unamuno sobre Palencia». Publicaciones de la Institución Tello Téllez de Meneses (70). ISSN 0210-7317, pags. 141-163.
- Ordóñez Ferrer,Casilda (1975). «María de Padilla, esa dulce y equilibrada castellana». Publicaciones de la Institución Tello Téllez de Meneses (36). ISSN 0210-7317,  pags. 89-105.
- Ordóñez Ferrer,Casilda (1975). «La mujer en el mundo de la poesía». Publicaciones de la Institución Tello Téllez de Meneses (35). ISSN 0210-7317,  pags. 175-210.
- Ordóñez Ferrer,Casilda (1971). «La extraña personalidad de una costurera Carrionesa: Discurso de ingreso como Académico Numerario de la Institución». Publicaciones de la Institución Tello Téllez de Meneses (32). ISSN 0210-7317,  pags. 5-39.